# Aloes uzbrojony
Aloes uzbrojony (Aloe ferox Mill.) – gatunek drzewa pochodzący z południowej Afryki. Strefy mrozoodporności: 9-11. W Polsce uprawiany w doniczkach głównie dla potrzeb leczniczych oraz jako roślina ozdobna.

## Morfologia
PokrójSukulent o wysokości do 3 m, z rzadka do 5 m, o dużych mięsistych, obfitujących w sok, kolczasto ząbkowanych liściach.
LiścieSzarozielone, długość do 1 m, wyrastające w pióropuszu na szczycie pnia.
KwiatyCzerwonopomarańczowe, o rurkowatym kształcie, zebrane w podłużne grona złożone, o długości do 3,5 cm. Kwiatostany osiągają wysokość do 80 cm.
OwoceTrzykomorowe, podłużne torebki.

## Zastosowanie
- Kolczaste żywopłoty stosowane jako ochrona przed drapieżnikami.
- Po usunięciu kolców liście stanowią dobrą paszę dla zwierząt.
- Roślina lecznicza – miąższ aloesu zawiera wiele leczniczych składników. Sok posiada bardzo gorzki smak i charakterystyczny zapach. Przemysłowo produkuje się tzw. alonę, ma ona nieregularny kształt brunatnych bryłek pokrytych zielonym pyłem. Produkuje się ją ze stężonego soku, otrzymywanego przez nacięcie liści. W zależności w jaki sposób przeprowadza się zagęszczanie soku i jego suszenie otrzymuje się różne rodzaje alony. Matowe bryłki to tzw. "alona wątrobowa" (aloe hepatica), a przez szybkie odparowanie soku otrzymuje się żółty produkt tzw. "alona lśniąca" (Alona lucida). Alona to bardzo silny środek przeczyszczający, który w większych dawkach powoduje przekrwienia jelita grubego i narządów miednicy mniejszej. Może wywoływać poronienia u kobiet ciężarnych. Sok z liści i miazga liściowa są czasami skuteczne w leczeniu oparzeń. Ponadto alona stymuluje produkcję żółci. Świeże liście aloesu zawierają wiele substancji śluzowych oraz biogenne stymulatory.

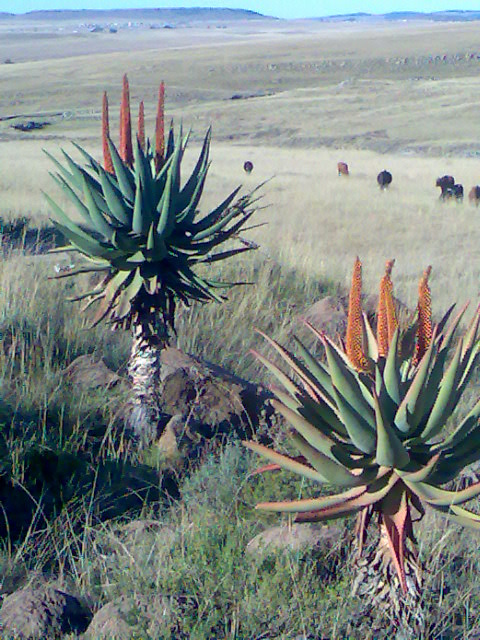
Aloes uzbrojony w naturalnym habitacie

- Roślina ozdobna